# Saiki
Saiki (jap. 佐伯市 Saiki-shi) – miasto położone w Japonii, w prefekturze Ōita, we wschodniej części wyspy Kiusiu.
Miasto zostało założone 29 kwietnia 1941 roku. 3 marca 2005 roku miasteczka Kamae, Kamiura, Tsurumi, Ume i Yayoi oraz wsie Honjō, Naokawa i Yonōzu, będące częścią powiatu Minamiamabe, zostały włączone do miasta, a powiat został rozwiązany.

## Populacja
Zmiany w populacji Saiki w latach 1970–2015:
| Rok  | Populacja |
| ---- | --------- |
| 1970 | 96 667    |
| 1975 | 96 317    |
| 1980 | 96 534    |
| 1985 | 95 907    |
| 1990 | 91 217    |
| 1995 | 88 116    |
| 2000 | 84 449    |
| 2005 | 80 297    |
| 2010 | 76 951    |
| 2015 | 72 203    |

## Miasta partnerskie
- Gladstone
- Handan
- Honolulu